# TomoLow
TomoLow（トモロー）は、日本の音楽プロデューサー、ソングライター、編曲家、ミキシング・エンジニア。愛知県出身。

## 人物
幼少期からクラシックピアノを習い、中学生の頃に洋画・洋楽に心酔した。作曲家ハンス・ジマーに憧れ、音楽の道を志す。高校卒業後、アメリカ・アラバマ州の大学へ進学、Commercial Musicを専攻。帰国後、名古屋の音楽制作会社に入社し、ゲーム音楽の制作や、レコーディング補助などで音楽制作の仕事を始める。
作家活動を始めたきっかけは、安室奈美恵の「Hope」であり、現在はmilet、映秀。をはじめ幅広いアーティストの楽曲制作に関わっている。特にmiletはデビュー前からの付き合いで、ほぼ全ての楽曲に参加、ミキシングまで手掛けている。また、キーボーディストとしてライブにも参加している。

## 提供作品
ao
- you too （produce/mix）
- I know （共作・produce/mix）
- already（共作・produce/mix）
- with you（共作・produce/mix）

Anonymouz
- カタシグレ（共編曲）
- Waterfall（produce/mix）
- Ladder（produce/mix）
- 11:11

泡く、脆く。
- アオハルエンパシー（produce/mix）

IA
- Re-PLANET（共作・produce/mix）
- pray for real feat.MINMI（produce/mix）

麻倉もも
- 彩色硝子（編曲・mix）

足立佳奈
- ホントのコト（mix）

ACCAMER
- 最深（編曲・mix）

安室奈美恵
- Hope（共作詞・共作曲・編曲／Kenichi Anraku、MioFRANKY、Ryo Itoと共作）

AME*STA
- Let Me（共作・produce）
- After School Days（共作・produce）
- The Answer（共作・produce）
- Hopper（編曲）

映秀。
- 反論（produce・mix）
- Good-bye Good-night（produce・mix）
- 零壱匁（produce・mix）
- ﾊ茶ﾒ茶ｵ茶ﾒ（produce・mix）
- 拳花（produce・mix）
- 第弐ボタン（produce・mix）
- 脱せ（produce・mix）
- 失敗は間違いじゃない（produce・mix）

OH MY GIRL
- Touch My Heart（共作曲・編曲／麦野優衣、伊藤涼と共作）
- Fly to the Sky（共作詞・作曲編曲／麦野優衣と共作）
- 抱きしめるの（編曲）
- Tear Rain（編曲）

オサミンティヌス3世
- ファンレター（編曲）
- ポケット（共編曲／barboraと共作）

Girls2
- ABCDEFガール（編曲）
- Juga Juga JUNGLE （共作・編曲）

柏木ひなた
- Those Days（mix）
- BLOOM（mix）
- next to you（produce/mix）
- 目から流れた歌（mix）
- Garden（produce/mix）
- We Know（mix）
- 19（mix）
- Culmination（mix）
- Alca（produce/mix）
- ワタシ（produce/mix）

color-code
- KAGEROU（共作・produce/mix）

Karin.
- 二人なら（produce・mix）
- 曖昧なままでもいいよ（produce・mix）
- 貴方に会いたいのに（produce・mix）
- 私達の幸せは（produce・mix）
- 初恋は（produce・mix）

CANDY TUNE
- 君もゾンビですか ゾンビですね（mix）

King & Prince
- ツキヨミ（共作・編曲）

琴音
- 真価論（共作・produce）

坂道シリーズ
- 乃木坂46
  - 言霊砲（共作曲・共編曲／Ryota Saitoと共作）
  - マグカップとシンク（共作曲・編曲／COMiNUMと共作）
  - 懐かしさの先（編曲）

- 櫻坂46
  - 偶然の答え（編曲）
  - Dead end（共作曲・編曲／加賀爪タッドと共作）
  - 無言の宇宙（共作曲・編曲／barboraと共作）
  - 美しきNervous（共作曲・編曲／SoichiroKと共作）
  - 五月雨よ（共編曲／温詞と共作）
  - 僕のジレンマ（共作曲・共編曲／中村泰輔と共作）
  - 風の音（共作曲・編曲／SoichiroKと共作）
  - コンビナート（共作曲・編曲／長沢知亜紀、barboraと共作）
  - 僕たちの La vie en rose（共作曲・共編曲／中村泰輔と共作）
  - マンホールの蓋の上（共作曲・共編曲／中村泰輔と共作）
  - 何度 LOVE SONGの歌詞を読み返しただろう（編曲）
  - 泣かせて Hold me tight!（共作曲・編曲／温詞と共作）
  - 本質的なこと（編曲）
  - Nightmare症候群（共作曲・共編曲／中村泰輔と共作）
  - Interlude #1～#7（作曲・編曲）
  - 死んだふり（共作曲・編曲／温詞と共作）
  - ノンアルコール（共作曲・編曲／barboraと共作）

- 日向坂46
  - Overture（作曲・編曲）
  - 僕なんか（共編曲／温詞と共作）
  - 真夜中の懺悔大会（共作曲・編曲／SoichiroKと共作）
  - 月と星が踊るMidnight（編曲）
  - シーラカンス（共作曲・編曲／barboraと共作）
  - 友よ 一番星だ（共作曲・共編曲／中村泰輔と共作）
  - 最初の白夜（共作曲・共編曲／中村泰輔と共作）
  - 雨が降ったって（編曲）
  - You are forever（共作曲・共編曲／中村泰輔と共作）

GENERATIONS from EXILE TRIBE　
- Unchained World（共作曲・共編曲／Daisuke Nakamuraと共作）

私立恵比寿中学
- きゅるん（編曲・mix）

城田優
- I Love You（編曲・Mix）
- エピローグ（編曲・Mix）

Jewel (ex:J☆Dee’Z)
- 代わりにこの唄を（編曲）
- 前へ（mix）
- 夢が夢じゃなくなる日まで（編曲・mix）

SWEET STEADY
- ダイヤモンドデイズ（共作・編曲・mix）

鈴木瑛美子
- After All（共作曲）

7ORDER
- STEP ON STEP（共作曲・共編曲／Daisuke Nakamuraと共作）
- 原宿SCREAM（共作曲・共編曲／Daisuke Nakamuraと共作）

Da-iCE
- CITRUS（編曲）
- Clap and Clap（編曲）
- Never（共作曲・共編曲／Daisuke Nakamuraと共作）

DISH//
- Shout it out（共作・produce・mix）

當山みれい
- ユキコイ（共作・編曲）

冨岡愛
- MAYBE（produce・mix）
- かろやかに（produce・mix）
- 強く儚いものたち（produce・mix）

中島美嘉
- あまのじゃく（共作・編曲）

22/7
- 君はMoon（共作曲・編曲／安楽謙一、KIKI、Ryo Itoと共作）
- To goでよろしく!（編曲）

BATTLE BOYS FUKUOKA
- 1000km（共作・編曲）

遥海
- Pride（共作・編曲）
- answer（共作・編曲）
- Fever Dream（共作・編曲）
- Be Alright（共作・編曲）
- Don't want your love（編曲）
- Two of Us（編曲）
- Zone（共作・編曲）
- Sky’s the limit（共作・編曲）

フェアリーズ
- ALIVE（共作・編曲）
- Chenge My Life（共作・編曲）

FAKY
- Feelin' Good ～It's PARADISE～（編曲）

Hey! Say! JUMP
- 僕らの意味を（編曲）
- Never end...（共作・編曲）

FINAL FANTASY XIV
- 月満ちる夜 〜喜びの神域 エウプロシュネ〜（編曲）
- ハンターチャンス ～暁月～（編曲）
- Smile（編曲

FINAL FANTASY XVI
- Shattered（編曲）
- Winter's Bound（編曲）
- The Battle of Belenus Tor（編曲）
- Will of the Goddess（編曲）
- A Far Cry from Heaven（編曲）
- Only Forgiveness（編曲）

WHITE SCORPION
- 眼差しSniper（共作曲・共編曲／中村泰輔と共作）

Max
- Tacata’ (2019 Mix)（編曲・mix）

milet
- Again and Again（共作・produce/mix）
- I gotta go（produce/mix）
- Wonderland（mix）
- Runway（共作・produce/mix）
- 航海前夜（共作・produce/mix）
- Undone（共作・produce/mix）
- THE SHOW（produce/mix）
- us（共作・produce/mix）
- Diving Board（共作・produce/mix）
- You ＆ I（共作・produce/mix）
- Prover（共作・produce/mix）
- レッドネオン（produce/mix）
- Until I Die（共作・produce/mix）
- One Touch（共作・produce/mix）
- The Hardest（共作・produce/mix）
- Ordinary days（共作）
- Time Is On Our Side（共作・produce/mix）
- Castle（共作・produce/mix）
- SEVENTH HEAVEN（共作・produce/mix）
- Fly High（共作・produce/mix）
- Shed a light（共作・produce/mix）
- 邂逅（共作・produce/mix）
- Wake Me Up（共作・produce/mix）
- Before the Dawn（共作・produce/mix）
- Love When I Cry（共作・produce/mix）
- Always You（共作・produce/mix）
- Clan（共作・produce/mix）
- Noël In July（共作・produce/mix）
- December（共作・produce/mix）
- Anytime Anywhere（mix）
- GREEN LIGHTS（共作・produce/mix）
- We All Lie（produce/mix）
- HALFWAY（produce/mix）
- I still（共作・produce/mix）
- Nobody Knows（共作・produce/mix
- milet×Cateen - Fly High / THE FIRST TAKE（ストリングスアレンジ）
- LIVE出演(as a keyboard)
  - YSL BEAUTY HOTEL “YSL BEAUTY CLUB
  - SPECIAL SHOW CASE @Billboard-Live TOKYO
  - SPECIAL SHOW CASE Vol.2 @Mt.RAINIER HALL SHIBUYA PLEASURE PLEASURE
  - first live “eye”
  - ROCK IN JAPAN FESTIVAL 2019
  - SUMMER SONIC 2019
  - FM802 ROCK FESTIVAL RADIO CRAZY 2019
  - COUNTDOWN JAPAN 19/20

UNINE
- U're Mine（共作・produce）

Little Glee Monster
- WONDERLAND（共作曲・共編曲／Daisuke Nakamuraと共作）
- MASTERKEY（編曲）

RQNY
- 三日月の夜（produce/mix）
- 雨の魔法 （produce/mix）
- 流星（produce/mix）
- live for（produce/mix）